# Nógrádkövesd
Nógrádkövesd é um município da Hungria, situado no condado de Nógrád. Tem 8,99 km² de área e sua população em 2015 foi estimada em 687 habitantes.